# Schriftgutverwaltung
Unter Schriftgutverwaltung (auch Aktenführung und Aktenhaltung genannt) versteht man die systematische Aufzeichnung insbesondere von Geschäftsvorgängen und -ergebnissen. Synonym werden die aus dem Englischen stammenden Begriffe Recordkeeping und Records Management verwendet; zum Teil wird der Begriff auch mit „vorarchivische Schriftgutverwaltung“ übersetzt [in Abgrenzung zur dauerhaften Archivierung (englisch records preservation or archiving)].

## Definition
Im internationalen Standard ISO 15489 sind die Grundsätze und Verfahren einer systematischen Aktenführung umschrieben und normiert. Die Norm bietet einen Leitfaden für die Verwaltung von Unterlagen von öffentlichen und privaten Organisationen.

In der Norm ISO 15489 wird Schriftgutverwaltung definiert 

„als Führungsaufgabe wahrzunehmende, effiziente und systematische Kontrolle und Durchführung der Erstellung, Entgegennahme, Aufbewahrung, Nutzung und Aussonderung von Schriftgut einschließlich der Vorgänge zur Erfassung und Aufbewahrung von Nachweisen und Informationen über Geschäftsabläufe und Transaktionen in Form von Akten.“

PricewaterhouseCoopers definiert Schriftgutverwaltung als Methode 

„die eine Organisation dabei unterstützt, physische und elektronische Geschäftsunterlagen während des ganzen Lebenszyklus optimal für die Geschäftsprozesse nutzbar zu machen und eine professionelle Archivierung zu gewährleisten. Records Management umfasst damit nicht nur die Einführung neuer technischer Lösungen, sondern insbesondere auch die Definition von entsprechenden Strategien und Standards sowie die Anpassungen  der Aufbau- und Ablauforganisation.“

Zentral für Schriftgutverwaltung sind die Prozess- und Dossiersicht sowie die Betrachtung des gesamten Lebenszyklus von Akten. Damit ist gemeint, dass neben dem eigentlichen Inhalt von Records (Content) auch der Entstehungszusammenhang (Context) von der Entstehung bis zur Vernichtung oder Archivierung gegen Ende des Lebenszyklus berücksichtigt und dokumentiert wird.
Schriftgut (Unterlagen/Akten) sind alle geschäftsrelevanten Informationen, unabhängig vom Informationsträger, welche bei der Erfüllung von Aufgaben erstellt oder empfangen werden. Dazu gehören auch alle Hilfsmittel und ergänzenden Daten, z. B. Metainformationen wie Eingangsdatum oder Historisierungsdaten, die für das Verständnis dieser Informationen und deren Nutzung notwendig sind. Die Verwaltung und Organisation des Schriftguts ist eine Daueraufgabe die bereits bei der Aktenproduktion ansetzt. Eine organisatorische Herausforderung ist die Verwaltung und Nachweisführung der hybriden (digitalen und physischen) Geschäftsunterlagen.

## Elemente der Aktenführung
Funktionale und technische Mindestanforderungen an eine systematische Aktenführung sind nach Staatsarchiv Basel-Landschaft folgende Elemente:
Organisationsvorschriften
Organisationsvorschriften regeln verbindlich den Aufbau und den Ablauf der Aktenführung (Aufgaben, Zuständigkeiten, Verfahren und Mittel). Sie müssen von der Dienststelle laufend nachgeführt werden und werden vom Staatsarchiv regelmäßig auf ihre Einhaltung hin überprüft.
Zugriffs- und Bearbeitungsrechte
Die Zugriffs- und Bearbeitungsrechte müssen klar geregelt sein in Bezug auf die Dossiers beziehungsweise die Unterlagen und die Metadaten. Als Metadaten gelten die beschreibenden Merkmale zu Ordnungssystem, Dossiers und Unterlagen.
Ordnungssystem
Das Ordnungssystem muss nach dem Aufgabenprinzip aufgebaut sein und alle Tätigkeiten der Dienststelle umfassen. Es muss angemessen detailliert und ausbaufähig sein sowie eine einheitliche Systematik aufweisen. Bei Änderungen des Ordnungssystems muss die Konsistenz der Ablage gewährleistet sein. In der elektronischen Ablage werden alle abhängigen Objekte (z. B. Aktenzeichen) automatisch angepasst.
Dossierbildung
Alle registrierten Unterlagen (konventionell oder elektronisch) sind in Dossiers abzulegen. Alle Dossiers müssen einen eindeutigen Titel, ein Eröffnungs- und ein Abschlussdatum enthalten sowie dem übergeordneten Ordnungssystem eindeutig zugeordnet sein. Bei Bedarf können die Dossiers weiter unterteilt (z. B. in Unterdossiers) oder zusammengeführt werden. Organisatorische und technische Maßnahmen müssen sicherstellen, dass die geschäftsrelevanten Unterlagen eindeutig zugeordnet und nur einmal registriert werden. Die Zuständigkeiten für die Eröffnung und den Abschluss der Dossiers müssen entsprechend klar geregelt werden.
Ein Dossier respektive Subdossier kann sowohl elektronische Unterlagen als auch Papierdokumente enthalten. Zusätzlich können Dossiers respektive Subdossiers Referenzen auf Objekte enthalten, die physisch an anderer Stelle – z. B. auf Bild- oder Tonträger – aufbewahrt werden.
Metadaten
Ordnungssysteme, Dossiers, Subdossiers und Unterlagen müssen mit Metadaten versehen sein. Diese werden zur Abwicklung von Geschäften benötigt und sind Grundlage der Nachvollziehbarkeit der Geschäftstätigkeit. Metadaten helfen bei der Verwaltung der erhaltenen beziehungsweise erstellten Unterlagen über deren gesamten Lebenszyklus, liefern zusätzliche Informationen über eine Unterlage und erleichtern deren Auffinden. Die Dienststellen können die für sie notwendigen Metadaten selbst definieren.
Bei der Einführung von elektronischen Aktenführungssystemen muss dem Staatsarchiv Basel eine Auflistung der Metadaten zur Beurteilung unterbreitet werden.
Aufbewahrung und Verwendung der Unterlagen
Die Unterlagen müssen so aufbewahrt werden, dass sie während ihres gesamten Lebenszyklus jederzeit bei Bedarf für autorisierte Benutzer rasch auffindbar sind und in ihrem Kontext zur Verfügung stehen. Der Lebenszyklus umfasst das Erstellen beziehungsweise Empfangen, die Registrierung und Ablage sowie die Archivierung oder Löschung der Unterlagen. Den konventionellen und elektronischen Dossiers sind eindeutige Ablagestandorte zuzuweisen. Abweichungen von diesen Standorten müssen nachgewiesen werden. Ablagestandorte können sein: Zentral-, Abteilungs-, Gruppen- und Arbeitsplatzablagen.
Die Bewegungen von Unterlagen sind bedürfnisgerecht zu protokollieren. Dadurch kann jederzeit der Standort der Unterlagen nachgewiesen und die Verantwortung definiert werden.
Schutz und Sicherheit der Unterlagen
Die Dossiers und Unterlagen müssen den Sicherheitsanforderungen entsprechend mit organisatorischen, technischen und baulichen Maßnahmen vor unautorisierter und unprotokollierter Veränderung sowie vor Verlust geschützt werden.

## Aktenbildung
Die Geschäftstätigkeit beruht auf dem Prinzip der Schriftlichkeit und findet ihren Niederschlag in der systematischen Aktenbildung mit Dokument, Vorgang und Akte.
Die Aktenbildung unterstützt die Geschäftsbearbeitung und gewährleistet die Nachvollziehbarkeit der Geschäfte. Sie basiert auf den Elementen:
- Erstellen und Empfangen von Unterlagen
- Registrieren der geschäftsrelevanten Unterlagen

Grundsätzlich sind drei Arten von Ablagen möglich: Reine Papierablagen, hybride Ablagen und rein elektronische Ablagen, die grundsätzlich durch eine buchmäßige oder eine geschäftsmäßige Ablage unterschieden werden.
Elektronische Unterlagen
Wird die elektronische Unterlage als die maßgebliche bestimmt (Master), muss mittels geeigneter organisatorischer und dem technischen Stand entsprechender Maßnahmen sichergestellt sein, dass sämtliche Änderungen protokolliert werden.
Bei der Konvertierung von Papierdokumenten in ein elektronisches Format (Scannen) muss das ursprüngliche Originaldokument detailgetreu reproduziert werden. Die Rechtsgültigkeit von Unterlagen muss berücksichtigt werden.
Unterlagen erstellen heißt
- Dokumente während der Geschäftsabwicklung verfassen (z. B. Briefe, Berichte und Protokolle)
- den Dossiers Informationen beifügen (z. B. Anmerkungen)
- bereits bestehende, registrierte Unterlagen bearbeiten (z. B. neue Versionen generieren)

Von Unterlagen können mehrere Versionen vorhanden sein. Ausgewählte Versionen können speziell gekennzeichnet werden (z. B. Schlussversionen). Frühere Versionen können nicht verändert, aber reaktiviert werden
Unterlagen registrieren
Sämtliche erstellten und empfangenen (Briefpost, Fax, E-Mail) geschäftsrelevanten Unterlagen müssen registriert werden. Registrieren bedeutet:
- Unterlagen einem Geschäft zuordnen (Dossierbezeichnung)
- Unterlagen mit weiteren Metadaten versehen
- Unterlagen ins Ordnungssystem integrieren (Amtsablage)

Dossiers und Unterlagen archivieren
Archivieren beinhaltet die Übergabe archivwürdiger Dossiers und Unterlagen in unverschlüsselter Form an das Archiv. Der Zusammenhang der Unterlagen (Dossierstruktur, Metadaten) muss erhalten bleiben.
Die Ermittlung der Archivwürdigkeit erfolgt durch das Archiv. Zur Erleichterung der Archivierung kann das Archiv zusammen mit den Dienststellen geeignete Instrumente erarbeiten (Kassationslisten, Archivierungsvereinbarungen).
Nicht archivwürdige Dossiers und Unterlagen sind zu kassieren (Papier) respektive zu löschen (elektronische Unterlagen).
Dossiers, Unterlagen und Metadaten löschen
In elektronischen Aktenführungssystemen müssen die Dossiers, die Unterlagen und die Metadaten nach Ablauf der administrativen Aufbewahrungsfrist unter Berücksichtigung des Archivierungsvorbehaltes gelöscht werden können. Allfällige spezialgesetzliche Regelungen (z. B. Datenschutz) sind zu beachten. Sämtliche Löschungen müssen protokolliert werden.